# Stevens räka
Stevens räka (Caridion steveni) är en kräftdjursart som beskrevs av Lebour 1930. Stevens räka ingår i släktet Caridion, och familjen Hippolytidae. Enligt den svenska rödlistan är arten otillräckligt studerad i Sverige. Arten förekommer i Götaland. Artens livsmiljö är havet.